# 엘암라 암소 토용

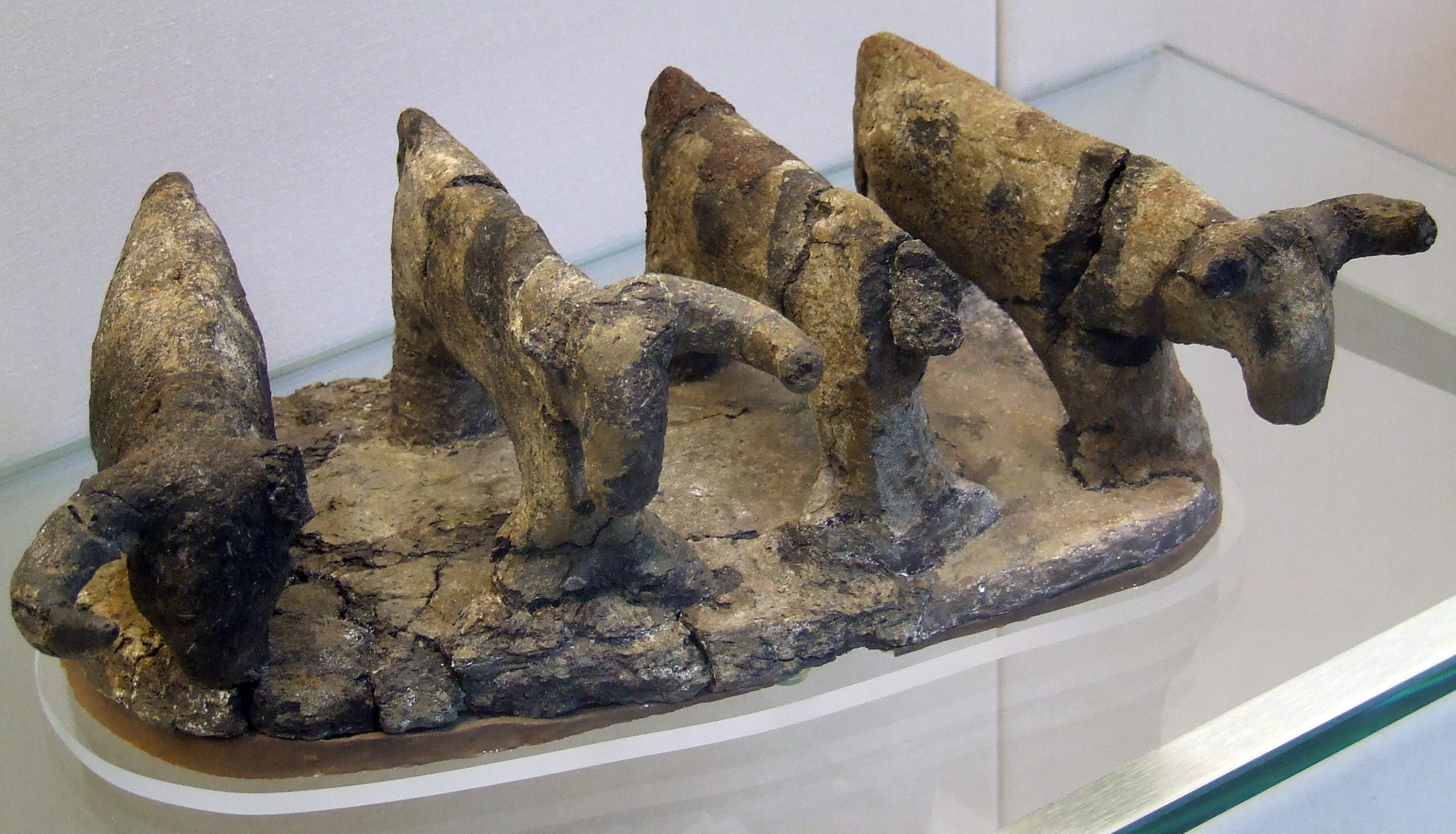
엘암라 암소 토용

엘암라 암소 토용(영어: El-Amra clay model of cattle)은 기원전 3500년경 선사시대 이집트의 나카다 1세 치세에 제작된 토용이다. 이집트 엘암라의 무덤에서 발굴된 토용 중 하나로 현재는 영국 런던의 대영박물관에 소장되어 있다. 크기는 높이 8.2cm, 길이 24.2cm, 너비 15.3cm이며, 점토로 빚어 낮은 화력으로 구운 뒤 색을 칠해 완성되었다. 다만 현재는 채색마감이 대부분 날아간 상태이다.
엘암라 토우는 네 마리의 암소가 한 열로 서 있는 모습을 묘사하였다. 흰색과 검은색의 얼룩무늬, 아래로 굽은 소뿔까지 묘사하였다. 네 마리의 소 가운데 하나는 머리가 떨어져 나갔으며, 나머지 소들도 뿔이 한두쪽씩 소실되어 있다. 원래는 무덤에 함께 묻혀진 부장품 중 하나로, 고인이 후세로 건너가 먹을 음식을 나타내려 했던 것으로 추정된다. 이집트에서 가축을 처음 길렀을 당시, 소는 고기나 우유보다는 피를 얻기 위한 목적으로 길러진 것으로 알려져 있다. 토우 겉에는 리넨으로 된 천 흔적이 남아, 옷이나 옷감으로 싸서 묻힌 것임을 짐작케 한다.
1901년 이집트 탐험재단이 대영박물관에 기증하였으며, 한동안 보존 상태로 전해져 오다가 1993년 초기 이집트관 (64호실)을 개편하면서 대중에 공개되었다. 2010년에는 BBC 라디오 4에서 기획한 대영박물관 디렉터 닐 맥그리거의 프로그램 〈100대 유물로 보는 세계사〉 시리즈의 여덟번째 유물로 선정되어 영국 청취자에게 소개되었다.